# Anaklise
Anaklise oder Anaklisis (von altgriechisch ανακλίνειν anaklīnein, deutsch ‚sich anlehnen‘) bedeutet in der Pädiatrie und in der Psychoanalyse das emotionale Bedürfnis nach Anlehnung an einen anderen Menschen.

## Theorie und praktische Bedeutung

Myelinisierungsstadien des Gehirns nach Paul Flechsig (1920). Die dunklen Areale werden früh, die hellgrauen später und die weißen z. T. erst während der Pubertät myelinisiert.

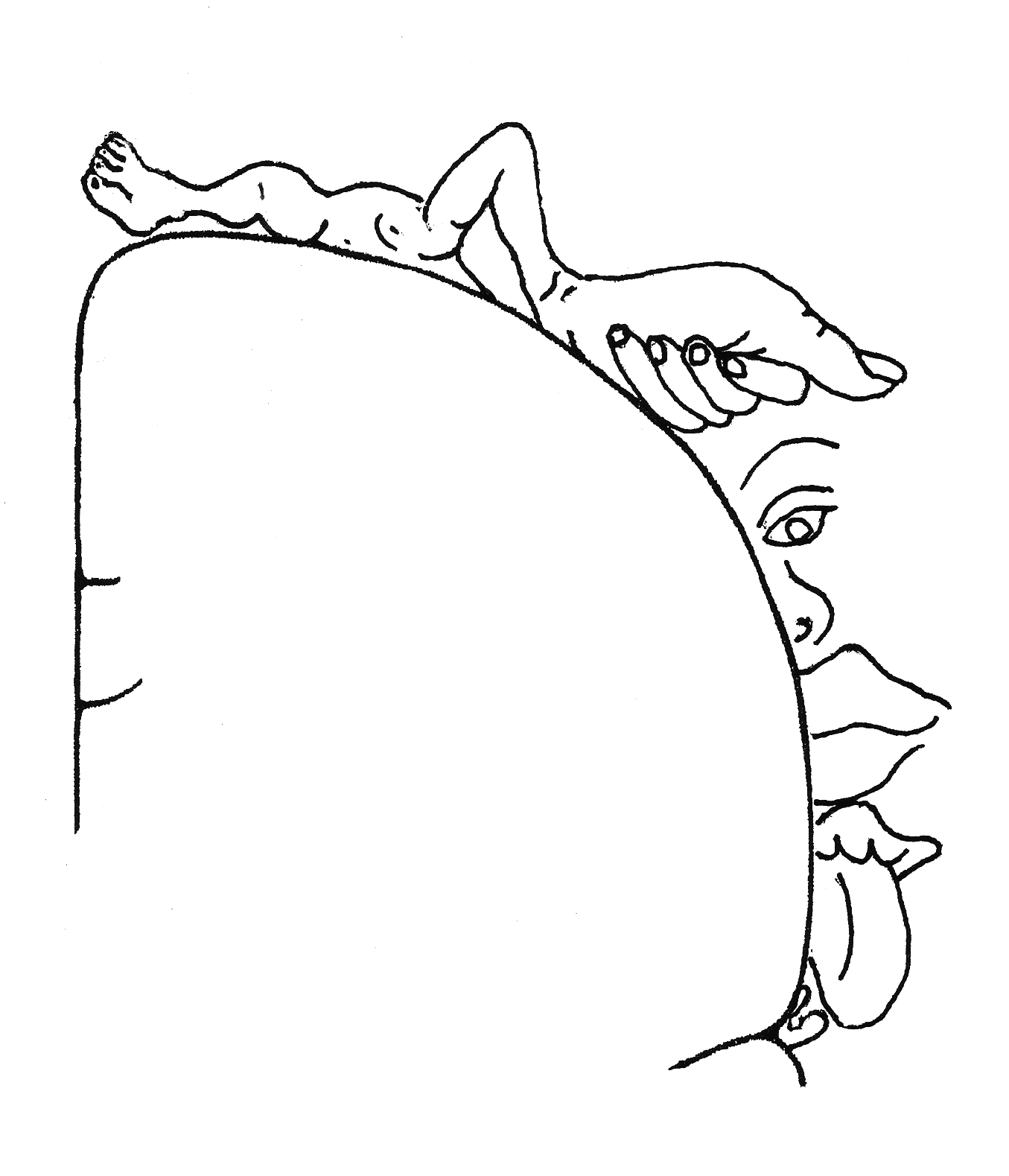
Kortikaler Homunkulus; bekannte Darstellung nach Wilder Penfield (1950). Sowohl der gezeigte motorische Cortex als auch der sensorische Cortex sind entsprechend der dargestellten zwergenhaften Figur organisiert (Sensomotorische Region). Die Skizze des Homunculus stellt eine topistische Abbildung dar, in der die Zonen von Hand, Mund, Lippen verhältnismäßig stärker ausgeprägt sind.

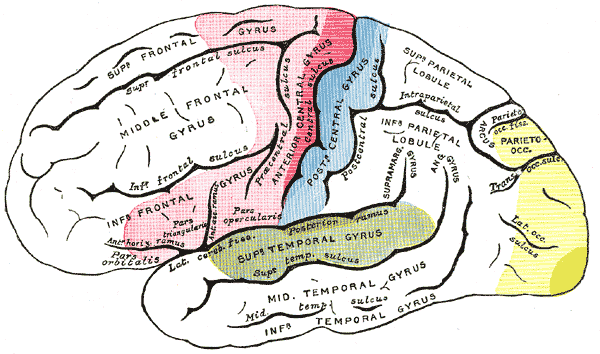
Funktionelle Organisation der Großhirnrinde. – Die farblich dunkler markierten Felder entsprechen den ausgedehntesten und am frühesten myelinisierten Hirnzentren.
Aufsicht auf die linke Hemisphäre von der Seite
Primär-motorisches Areal
Prä/Supplementär-motorische Areale
Primär-sensible Areale
Sensible Assoziationsareale
Hörfelder
Sehfelder

Das Bedürfnis nach Anlehnung, wie es unter dem Begriff der Anaklise zu verstehen ist, wird einerseits als Abhängigkeit gewertet, insofern als der Partner oder die Pflegeperson dann weitgehend Fühlen, Denken und Wollen für beide Seiten bestimmt. Anderseits kann das Bedürfnis bei Säuglingen als Zeichen der beginnenden Objektbeziehung bewertet werden. Dabei ist „Anlehnung“ durchaus als sensorisches elementares Erlebnis im Sinne des Körperkontakts aufzufassen. Nicht nur in der Pädiatrie, sondern auch bei der Partnerwahl ist dieses Bedürfnis – ggf. in übertragenem Sinne – bedeutsam. Bei der Partnerwahl wird von einem Anlehnungstypus gesprochen. Da das frühkindliche Entwicklungsstadium der sich zunehmend differenzierenden Kontaktaufnahme des Kindes zur Mutter und die damit verbundene Internalisierung von der Psychoanalyse als bereits in der oralen Phase beginnend angesehen wird, ist auch die Freudsche Theorie des primären Narzissmus zu berücksichtigen. Durch das Konzept der Anaklise hat die Theorie der oralen Phase eine Ergänzung erfahren. Es ist weniger von einer auf sich selbst gerichteten libidinösen und narzisstischen Energie auszugehen als vielmehr von einem einfachen Kontaktbedürfnis des Kindes. Hierfür erscheint die Bezeichnung der sexuellen Energie (Libido) bzw. der oralen Sexualität oder auch der infantilen Sexualität als zu hoch gegriffen, selbst dann, wenn beim Erwachsenen der Mund zum Küssen eine Rolle in der Sexualität spielt. Die von Freud vertretene Grundversorgungstheorie erscheint durch die experimentellen Untersuchungen von Harry Harlow und Stephen Suomi widerlegt. Andererseits scheint Freuds Auffassung der libidinösen Bedeutung der frühen oralen Entwicklungsphase insofern bestätigt, als sich Folgeschäden im späteren sexuellen Verhalten ergaben bei denjenigen Rhesusaffen, die mit nahrungsspendenden Drahtattrappen als Ersatzmütter aufgezogen worden waren, siehe Kap. Tierexperimentelle Bestätigung.
Die Ergebnisse der Hirnforschung haben bestätigt, dass der sensomotorische Cortex unter anderen Hirnregionen mit am frühesten entwickelt ist (Abb. Myelinisierungsstadien) und dass hier die Repräsentationen von Hand, Mund und Lippen verhältnismäßig stärker ausgeprägt sind (Abb. Kortikaler Homunkulus). Dies unterstreicht die Bedeutung der oralen frühkindlichen Entwicklungsphase. René A. Spitz bezeichnete diese Zonen als Organe primitiver Wahrnehmung. Zu diesen rechnete er auch das Gleichgewichtsorgan und seine zentrale Repräsentation. Diese „Organe“ vermitteln eine primitive Bewusstseinslage, die im positiven Falle angenehmer Wahrnehmungen als Lustgefühl bezeichnet werden kann, im negativen Falle etwa von fehlender Übereinstimmung zwischen den Einzelempfindungen oder von mangelhafter Bedürfnisbefriedigung als Unlust, Schwindel, Angst, Nausea, Brechreiz. Von Hermann Oppenheim wurde Schwindel bereits 1894 u. a. als Unlustgefühl definiert.
Die Theorie ist insofern von praktischer Bedeutung, als der Entzug von Nähe zu einer Bezugsperson, wie er vor allem in Kinderheimen zu beobachten war und ist, zu psychischen Auffälligkeiten führt. Unter diesen sind zu nennen: Nahrungsverweigerung, Erbrechen, Dreimonatskolik, Ekzeme, Koprophagie usw. In schwereren Fällen kommt es zur anaklitischen Depression. Nach mehr als fünf Monaten tritt ein Hospitalismus auf, der sogar zum Tod führen kann. Als auslösende Momente gelten nicht nur Entzug einer gewohnten Kontaktperson, sondern auch Ablehnung, übertriebene Besorgnis um das Kind (Überfürsorglichkeit) oder ein Wechsel zwischen Zuwendung und Feindseligkeit.

## Tierexperimentelle Bestätigung
In neuerer Zeit wurde das Konzept auch tierexperimentell untermauert. Rhesus-Affen, die unter Kontaktmangel aufgezogenen waren, konnten später weder spielen noch soziale Beziehungen entwickeln. Sie litten unter Ängsten und Ausbrüchen heftigster Erregung und Zerstörungswut. Die ausgewachsenen Tiere zeigten schließlich keinerlei sexuelles Interesse.

## Anaklitisch-diatrophische Gleichung

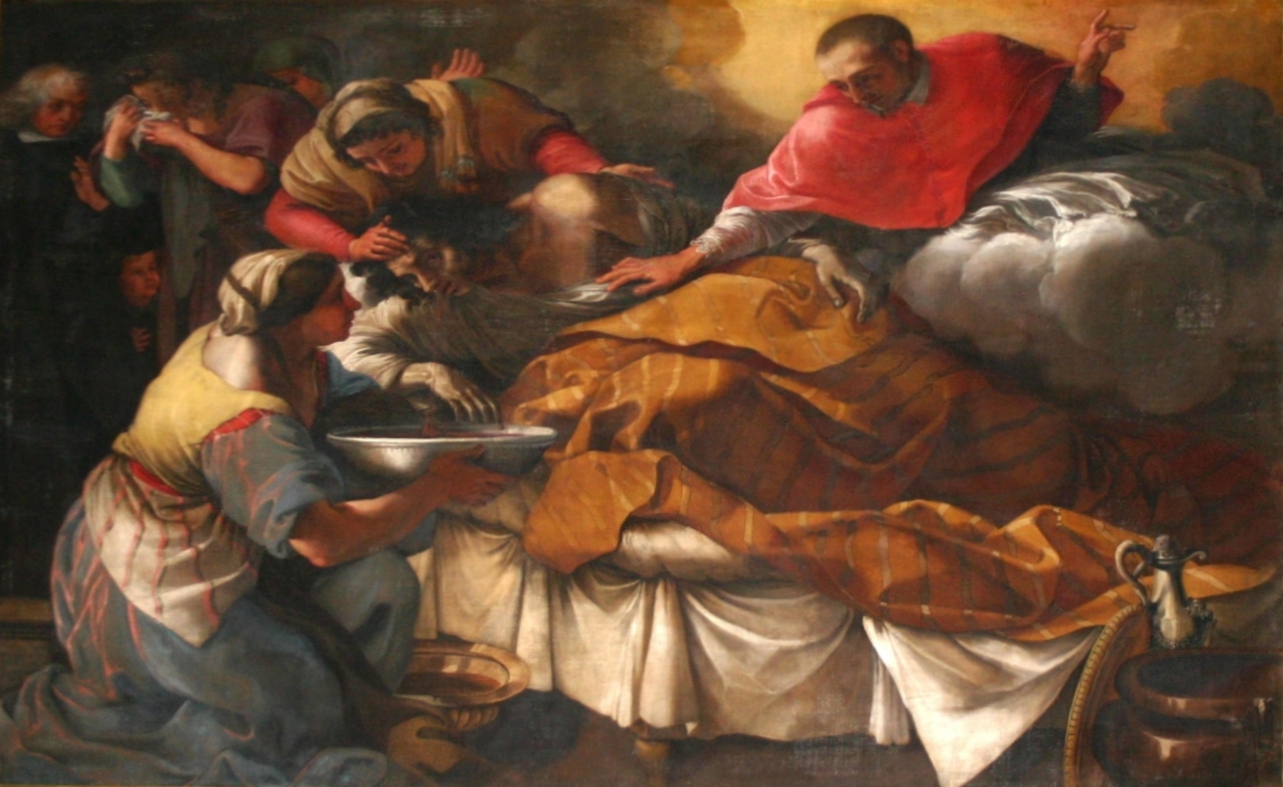
Gottesbeziehung als Grundlage der wunderbaren Heilung.
Nausea (Übelkeit) kann aufgefasst werden als Störung der anaklitisch-diatrophischen Gleichung.

Unter dem von Gitelson (1962) eingeführten Begriff der anaklitisch-diatrophischen Gleichung versteht man eine Beziehung auf Gegenseitigkeit zwischen Mutter und Kind auf der symbiotischen Ebene, die zwischen den anaklitisch anlehnenden Bedürfnissen des Säuglings einerseits und den diatrophisch nährend-pflegenden Bedürfnissen der Mutter andererseits besteht und daher einen Ausgleich unterschiedlicher Bedürfnisse herbeiführt. Diese Beziehung zwischen Mutter und Kind wurde nicht nur als Prototyp für therapeutische Beziehungen angesehen wie etwa für die hypnotische Beziehung, die auf der Wirkung von Suggestion und Trance basiert (Hypnoanalyse). Sie wurde auch als grundlegende Beziehung etwa für die psychoanalytische Beziehung betrachtet, die auf dem Vorgang der Übertragung beruht. Nach Spitz (1967) wurde sie ganz allgemein als formend für jede Art von zwischenmenschlicher Beziehung bewertet, so etwa für die Liebesbeziehung, oder aber für die sozialen, beruflichen oder politischen Rollen- und Gruppenbeziehungen.